# 19. ceremonia wręczenia Europejskich Nagród Filmowych
19. ceremonia Europejskich Nagród Filmowych miała miejsce 2 grudnia 2006 w Warszawie. Nominacje do nagród zostały ogłoszone 4 listopada tegoż roku. Imprezę wspierali Miasto Stołeczne Warszawa, Ministerstwo Kultury i Dziedzictwa Narodowego oraz Polski Instytut Sztuki Filmowej.

## Laureaci i nominowani
Laureaci nagród wyróżnieni są wytłuszczeniem.

### Najlepszy Europejski Film
- Życie na podsłuchu reż. Florian Henckel von Donnersmarck
- Śniadanie na Plutonie reż. Neil Jordan
- Grbavica reż. Jasmila Žbanić
- Droga do Guantánamo reż. Michael Winterbottom i Mat Whitecross
- Volver reż. Pedro Almodóvar
- Wiatr buszujący w jęczmieniu reż. Ken Loach

### Najlepszy Europejski Reżyser
- Pedro Almodóvar − Volver
- Susanne Bier − Tuż po weselu
- Emanuele Crialese − Złote wrota
- Florian Henckel von Donnersmarck − Życie na podsłuchu
- Ken Loach − Wiatr buszujący w jęczmieniu
- Michael Winterbottom i Mat Whitecross − Droga do Guantánamo

### Najlepsza Europejska Aktorka
- Penélope Cruz − Volver
- Nathalie Baye − Nie mów nikomu
- Martina Gedeck − Życie na podsłuchu
- Sandra Hüller − Requiem
- Mirjana Karanović − Grbavica
- Sarah Polley − Życie ukryte w słowach

### Najlepszy Europejski Aktor
- Ulrich Mühe − Życie na podsłuchu
- Patrick Chesnais − Nie jestem tu po to, żeby mnie kochano
- Jesper Christensen − Zabójstwo
- Mads Mikkelsen − Tuż po weselu
- Cillian Murphy − Śniadanie na Plutonie i Wiatr buszujący w jęczmieniu
- Silvio Orlando − Kajman

### Najlepszy Europejski Scenarzysta
- Florian Henckel von Donnersmarck − Życie na podsłuchu
- Pedro Almodóvar − Volver
- Paul Laverty − Wiatr buszujący w jęczmieniu
- Corneliu Porumboiu − 12:08 na wschód od Bukaresztu

### Najlepszy Europejski Operator
- Barry Ackroyd − Wiatr buszujący w jęczmieniu
- José Luis Alcaine − Volver
- Roman Osin − Duma i uprzedzenie
- Timo Salminen − Światła o zmierzchu

### Najlepszy Europejski Kompozytor
- Alberto Iglesias − Volver
- Tuomas Kantelinen − Moje matki
- Dario Marianelli − Duma i uprzedzenie
- Gabriel Yared i Stéphane Moucha − Życie na podsłuchu

### Europejskie Odkrycie Roku
- / 13 Tzameti – Géla Babluani
- Z odzysku – Sławomir Fabicki
- Ping pong – Matthias Luthardt
- Świeże powietrze – Agnes Kocsis

### Najlepszy Europejski Film Dokumentalny – Prix ARTE
Jury: Adela Peeva (Bułgaria), Thomas Riedelsheimer (Niemcy), Dorota Roszkowska (Polska)
- Wielka cisza – Philip Gröning
- 37 zastosowań martwej owcy – Ben Hopkins
- Liczby i marzenia – Anna Bucchetti
- Dom mojej babci – Adan Aliaga
- Maradona - złoty chłopak – Jean-Christophe Rosé
- Klub cmentarny – Tali Shemesh
- Rybak i tancerka – Walerij Sołomin
- Nasz chleb powszedni – Nikolaus Geyrhalter

### Najlepszy Europejski Film Krótkometrażowy – Prix UIPu
- Prix UIP Tampere:  Przed świtem – Bálint Kenyeres
- Prix UIP Ghent:  Przesyłka – Till Nowak
- Prix UIP Valladolid:  Vincent – Giulio Ricciarelli
- Prix UIP Angers:  Pistache – Valérie Pirson
- Prix UIP Rotterdam:  Meander – Joke Liberge
- Prix UIP Berlin:  Obrona – Ricardo Íscar i Nacho Martín
- Prix UIP Kraków:  Dziadek Marzyciel – Patrick Poubel
- Prix UIP Grimstad:  Wąchacz – Bobbie Peers
- Prix UIP Vila do Conde:  By the Kiss – Yann Gonzalez
- Prix UIP Edynburg:  Zakaria – Gianluca De Serie i Massimiliano De Serio
- Prix UIP Sarajewo:  Powodzenia, Nedime – Marko Šantić
- Prix UIP Wenecja:  Zmiana ról – Daniel Elliott
- Prix UIP Drama:  Comme un Air... – Yohann Gloaguen
- Prix UIP Cork:  Aldrig som fösta gången! – Jonas Odell

### Nagroda Publiczności (People’s Choice Award)
- Volver – Pedro Almodóvar
- Jabłka Adama – Anders Thomas Jensen
- Cząstki elementarne – Oskar Roehler
- Dziecko – Jean-Pierre Dardenne i Luc Dardenne
- Szczęście – Bohdan Sláma
- Boże Narodzenie – Christian Carion
- Oliver Twist – Roman Polański
- Przystanek Raj – Hany Abu-Assad
- Marsz pingwinów – Luc Jacquet
- Opowieść kryminalna – Michele Placido
- Duma i uprzedzenie – Joe Wright
- Wallace i Gromit: Klątwa królika – Nick Park i Steve Box

### Najlepszy Europejski Wkład Artystyczny
- Jak we śnie – Pierre Pell i Stephane Rosenbaum (scenografowie)

### Nagroda Krytyków – Prix FIPRESCI
- Zwyczajni kochankowie – Philippe Garrel

### Nagroda za Osiągnięcia w Światowej Kinematografii – Prix Screen International
- Jeremy Thomas, brytyjski producent

### Europejska Nagroda Filmowa za Całokształt Twórczości
- Roman Polański